# Бендзин (станция)
Бендзин  (пол. Będzin) — пассажирская и грузовая железнодорожная станция в городе Бендзин (расположена в дзельнице Малобондз), в Силезском воеводстве Польши. До 2024 г. имел 1 платформу и 2 пути.
Станция построена на линии Варшаво-Венской железной дороги в 1859 году, когда эта территория была в составе Царства Польского.